# Boris Dworkin
Boris Michajłowicz Dworkin, ros. Борис Михайлович Дворкин (ur. 24 października 1904, zm. 7 października 1944 w obozie koncentracyjnym Mauthausen) – radziecki wojskowy (kombryg), działacz komunistyczny, członek tzw. Gabinetu Wojskowego-Historycznego w obozie jenieckim w Hammelburgu, a następnie członek konspiracyjnej antyhitlerowskiej organizacji jenieckiej podczas II wojny światowej.
Podczas wojny domowej w Rosji w latach 1917–1921 walczył w wojskach bolszewickich. Po zakończeniu walk odszedł do rezerwy. W okresie międzywojennym pełnił funkcję sekretarza jednego z komitetów rejonowych Wszechzwiązkowej Partii Komunistycznej (bolszewików) w okręgu swierdłowskim. Pod koniec lat 30. został aresztowany przez NKWD, po czym skazano go karę kilkuletniego pobytu w łagrze. W dniu ataku wojsk niemieckich na ZSRR 22 czerwca 1941 r. został zmobilizowany do Armii Czerwonej. Mianowano go kombrygiem. Objął dowództwo 241 Pułku Strzeleckiego 95 Dywizji Strzeleckiej. Na przełomie 1941/1942 r. dywizja uczestniczyła w obronie Sewastopola. Latem 1942 r. dostał się do niewoli niemieckiej. Osadzono go w oflagu w Hammelburgu, gdzie podjął kolaborację z Niemcami. Został członkiem tzw. Gabinetu Wojskowo-Historycznego, składającego się z wyższych wojskowych Armii Czerwonej, którzy na rzecz Niemców opracowywali analizy taktyczne i strategiczne sowieckich działań wojennych. Po rozwiązaniu Gabinetu wiosną 1943 r. przerwał współpracę z Niemcami, w związku z czym przeniesiono go do obozu koncentracyjnego Mauthausen, gdzie wszedł w skład konspiracyjnej organizacji więźniowskiej Braterski Związek Jeńców Wojennych. 7 października 1944 r. wraz z pozostałymi jej członkami został rozstrzelany.